# 杨宗勋
杨宗勋 （高棉名：ដួង ហេង），柬埔寨华人，祖籍中国广东潮安，是柬埔寨柬华理事总会会长杨启秋勋爵之长子。目前任柬埔寨王家军三军总司令顾问与柬埔寨洪森亲王警卫队副司令，军阶为中将。
他曾多次捐款帮助柬埔寨当地华人社团并对当地华人作出贡献，是柬埔寨军政界中的高级华裔将领之一。